# Gustavia santanderiensis
Gustavia santanderiensis är en tvåhjärtbladig växtart som beskrevs av Reinhard Gustav Paul Knuth. Gustavia santanderiensis ingår i släktet Gustavia och familjen Lecythidaceae. IUCN kategoriserar arten globalt som sårbar.
Artens utbredningsområde är Colombia. Inga underarter finns listade i Catalogue of Life.